# アンドリー・タラン
アンドリー・ヴァシリョヴィチ・タラン (ウクライナ語: Таран Андрій Васильович) は、ウクライナの軍人、政治家。駐スロベニアウクライナ大使やウクライナ国防大臣を歴任。

## 経歴
1955年3月4日、東ドイツフランクフルト・アン・デア・オーダーで、ドイツ駐留ソ連軍に所属する軍人の家庭に生まれた。1970年代にキエフ高等砲兵技術学校（現ウクライナ国防大学校）を卒業し、軍事無線工学を専攻した。1980年代には、陸軍防空士官学校を戦闘作戦管理を専攻し卒業した。また、キーウ大学やアメリカの国防総合大学も卒業している。英語とロシア語に堪能である。
1992年、ウクライナ国防省で勤務を開始、その後情報総局やウクライナ国家安全保障・国防会議で勤務した。2015年9月から11月まで、ウクライナに関する三者接触グループで活動した。2015年12月から2016年4月まで、ウクライナ陸軍第一副司令官を務めた。2016年、年齢を理由に61歳で退役。

### 政治家として
2019年のウクライナ大統領選挙にて、大統領候補のイゴール・スメシュコの選挙本部を率いた。2019年ウクライナ最高議会選挙では、スメシュコの力と名誉党から出馬した。しかし、同党は支持率が3.82%であったため選挙基準を満たせず議席を獲得できなかった。
2020年3月4日、ウォロディミル・ゼレンスキー大統領から国防大臣に指名され、ウクライナ最高議会議員285名の賛成を得て、シュミハリ内閣の国防大臣に就任した。2020年3月13日、ウクライナ国家安全保障・国防会議のメンバーとなった。
2021年11月2日、タランは国防大臣を辞任した。
2022年5月5日、駐スロベニアウクライナ大使に任命された。
2024年12月21日、駐スロベニアウクライナ大使を解任された。